# Pougny (Ain)
Pour les articles homonymes, voir Pougny.
Pougny est une commune située dans le département français de l'Ain, en région Auvergne-Rhône-Alpes. La commune est également située dans l'arrondissement de Gex, dans le canton de Collonges et dans la communauté Pays de Gex Agglo. Il s'agit du premier village français traversé par le Rhône, après sa sortie du territoire suisse.
Un barrage hydraulique porte, en partie, son nom, le barrage de Chancy-Pougny. Cet ouvrage se positionne à la frontière de la Suisse (canton de Genève, commune de Chancy) et de la France (département de la Haute-Savoie, commune de Vulbens).
Les habitants de Pougny se nomment les Pougnerands et les Pougnerandes. L'altitude du centre du village est de 406 mètres

## Géographie

### Description
Le territoire de la commune se répartit en deux petites agglomérations distantes d'environ deux kilomètres par la route.
La première agglomération correspond au bourg central, considéré comme le cœur du village. Elle se positionne sur les hauteurs dominant le Rhône et abrite l'église et la mairie, entre 345 mètres et 420 mètres d'altitude. Sa partie la plus méridionale, dénommée l'Étournel, abrite une réserve naturelle qui représente l'une des plus importantes stations d'hivernage d'Europe. Ce site est composé d'une multitude d'étangs sauvages et de prairies humides.
La seconde agglomération correspond à la partie basse du village qui longe le Rhône et la ligne de chemin de fer de Genève à Lyon. Cet ensemble se dénomme Pougny-Gare, abrite la gare ferroviaire de Pougny - Chancy, et comprend le hameau du Crêt. Il culmine de 341 mètres à 412 mètres et occupe une surface relativement plus importante que le bourg.

### Situation
La commune de Pougny se situe sur la partie orientale du département de l'Ain, à proximité de la frontière suisse, située à l'est de son territoire.
Le centre du bourg de Pougny se situe à environ 19 km de la ville suisse de Genève, ville la plus proche. La commune est également située, par la route, à 30 km d'Annecy, à 126 km de Lyon, préfecture de la région Auvergne-Rhône-Alpes, à 438 km de Marseille, ainsi qu'à 517 km de Paris.

### Climat
Pour des articles plus généraux, voir Climat d'Auvergne-Rhône-Alpes et Climat de l'Ain.
En 2010, le climat de la commune est de type climat des marges montargnardes, selon une étude du CNRS s'appuyant sur une série de données couvrant la période 1971-2000. En 2020, Météo-France publie une typologie des climats de la France métropolitaine dans laquelle la commune est exposée à un climat de montagne ou de marges de montagne et est dans la région climatique Jura, caractérisée par une forte pluviométrie en toutes saisons (1 000 à 1 500 mm/an), des hivers rigoureux et un ensoleillement médiocre.
Pour la période 1971-2000, la température annuelle moyenne est de 10,4 °C, avec une amplitude thermique annuelle de 18,1 °C. Le cumul annuel moyen de précipitations est de 1 225 mm, avec 11 jours de précipitations en janvier et 8,7 jours en juillet. Pour la période 1991-2020, la température moyenne annuelle observée sur la station météorologique de Météo-France la plus proche, « Bellegarde », sur la commune de Valserhône à 10 km à vol d'oiseau, est de 11,1 °C et le cumul annuel moyen de précipitations est de 1 184,6 mm,. Pour l'avenir, les paramètres climatiques de la commune estimés pour 2050 selon différents scénarios d'émission de gaz à effet de serre sont consultables sur un site dédié publié par Météo-France en novembre 2022.

### Hydrographie

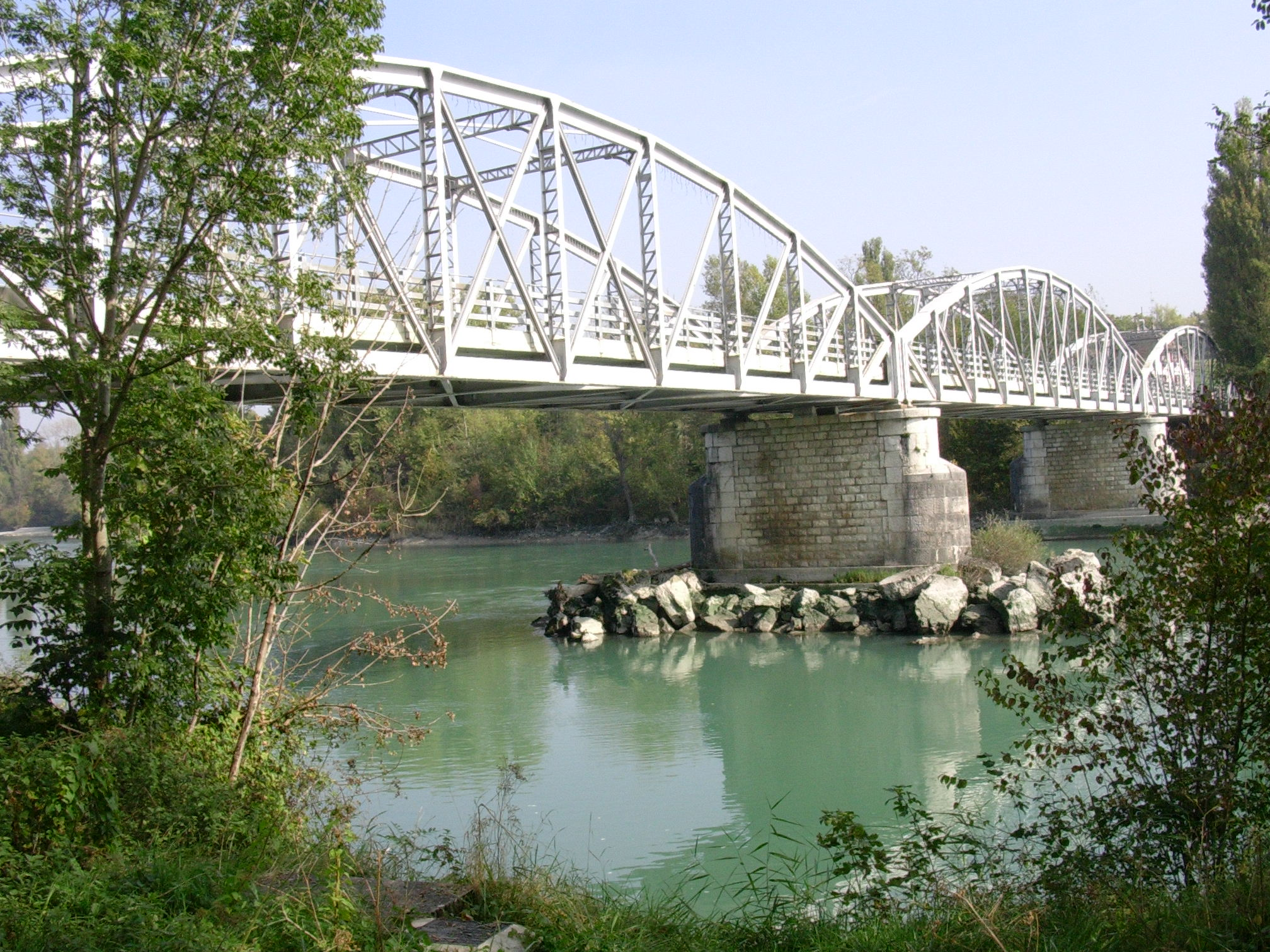
Le Rhône au pont de Chancy (transfrontalier) entre Pougny et Chancy (Suisse).

Le territoire communal est longé par un fleuve, le Rhône mais aussi par une rivière, affluent du Rhône, l'Annaz.
- Le  Rhône est un fleuve franco-suisse qui sépare la commune avec le territoire de la Suisse puis avec le territoire du département de la Haute-Savoie. Celui̠-ci est traversé par un pont au niveau du territoire communal.
- L'Annaz qui sépare le bourg de Pougny de son hameau de Pougny-Gare prend sa source dans la commune de Péron, et sa longueur est de 12,8 km[8].
- Le ruisseau le Grand Échaud se situe aux limites du territoire communal et sépare celui-ci avec la commune voisine de Collonges.

### Voies routières

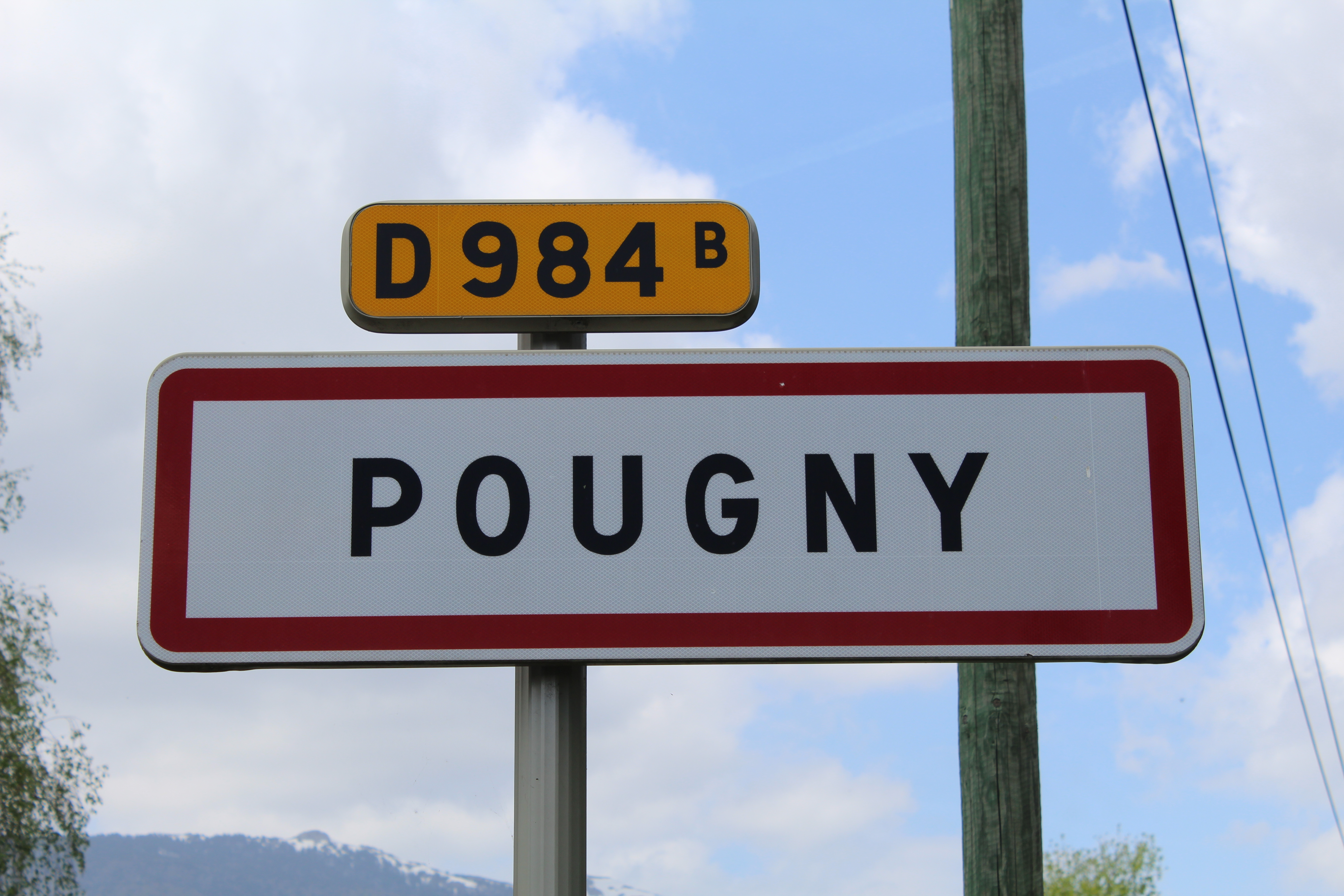
Panneau routier de la RD 984b, à l'entrée de la commune

Le territoire communal est traversé par plusieurs routes départementales :
- La route départementale 984b relie la commune de Collonges à la frontière suisse au pont de Pougny, par le bourg et le quartier de Pougny-Gare.
- La route départementale 76 relie la commune de Farges au quartier de Pougny-Gare.
- La route départementale 76b relie la commune de Challex au quartier du Crêt.

La voie rapide 2x2 voies, à chaussées séparées, dénommée RD 884, se situe à moins de trois kilomètres à l'ouest du territoire communal et permet de rejoindre, dans la direction nord, la ville de Saint-Genis-Pouilly et la route de l'aéroport de Genève-Cointrin, depuis cette commune.

### Modes de transport

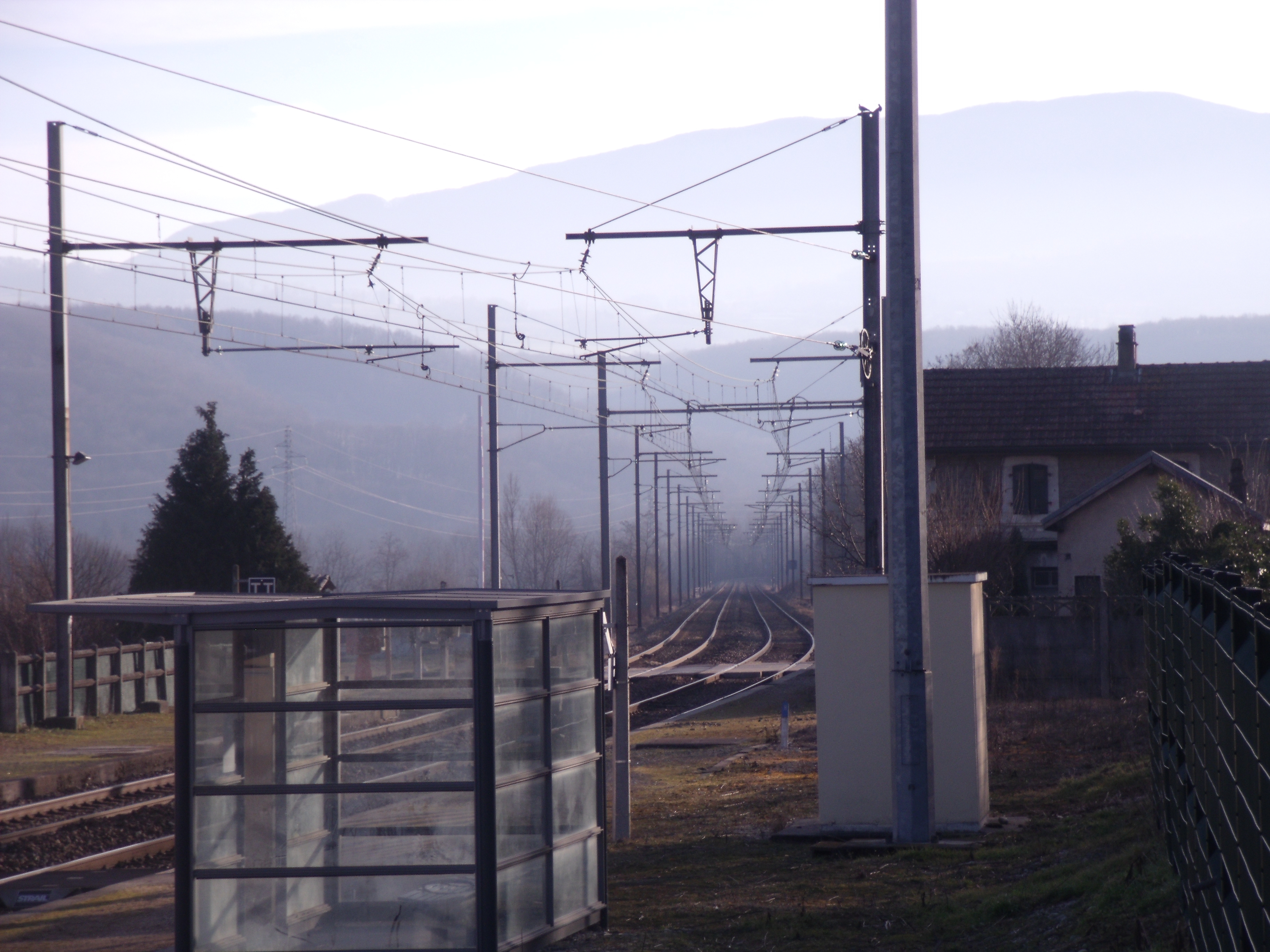
Gare (Halte) de Pougny-Chancy.

#### Transport ferroviaire
La gare de Pougny - Chancy est une halte voyageurs de la Société nationale des chemins de fer français (SNCF), desservie par des trains TER Auvergne-Rhône-Alpes et du L6 Léman Express qui relient la Bellegarde à la Genève-Cornavin.

#### Transports par autobus
La ligne 40 des Transports publics genevois relie les villes suisses de Lancy (Centre commercial Lancy Centre), Onex, Confignon, Bernex, Avully, Chancy et la commune de Pougny.

## Urbanisme

### Typologie
Au 1er janvier 2024, Pougny est catégorisée bourg rural, selon la nouvelle grille communale de densité à 7 niveaux définie par l'Insee en 2022.
Elle est située hors unité urbaine. Par ailleurs la commune fait partie de l'aire d'attraction de Genève - Annemasse (partie française), dont elle est une commune de la couronne,. Cette aire, qui regroupe 158 communes, est catégorisée dans les aires de 700 000 habitants ou plus (hors Paris),.

### Occupation des sols
L'occupation des sols de la commune, telle qu'elle ressort de la base de données européenne d’occupation biophysique des sols Corine Land Cover (CLC), est marquée par l'importance des territoires agricoles (46,4 % en 2018), en augmentation par rapport à 1990 (44,2 %). La répartition détaillée en 2018 est la suivante :
prairies (27,1 %), forêts (24,5 %), terres arables (15 %), zones humides intérieures (9,7 %), zones urbanisées (8,1 %), eaux continentales (5,5 %), zones agricoles hétérogènes (4,3 %), mines, décharges et chantiers (3,8 %), milieux à végétation arbustive et/ou herbacée (2,1 %).
L'évolution de l’occupation des sols de la commune et de ses infrastructures peut être observée sur les différentes représentations cartographiques du territoire : la carte de Cassini (XVIIIe siècle), la carte d'état-major (1820-1866) et les cartes ou photos aériennes de l'IGN pour la période actuelle (1950 à aujourd'hui).

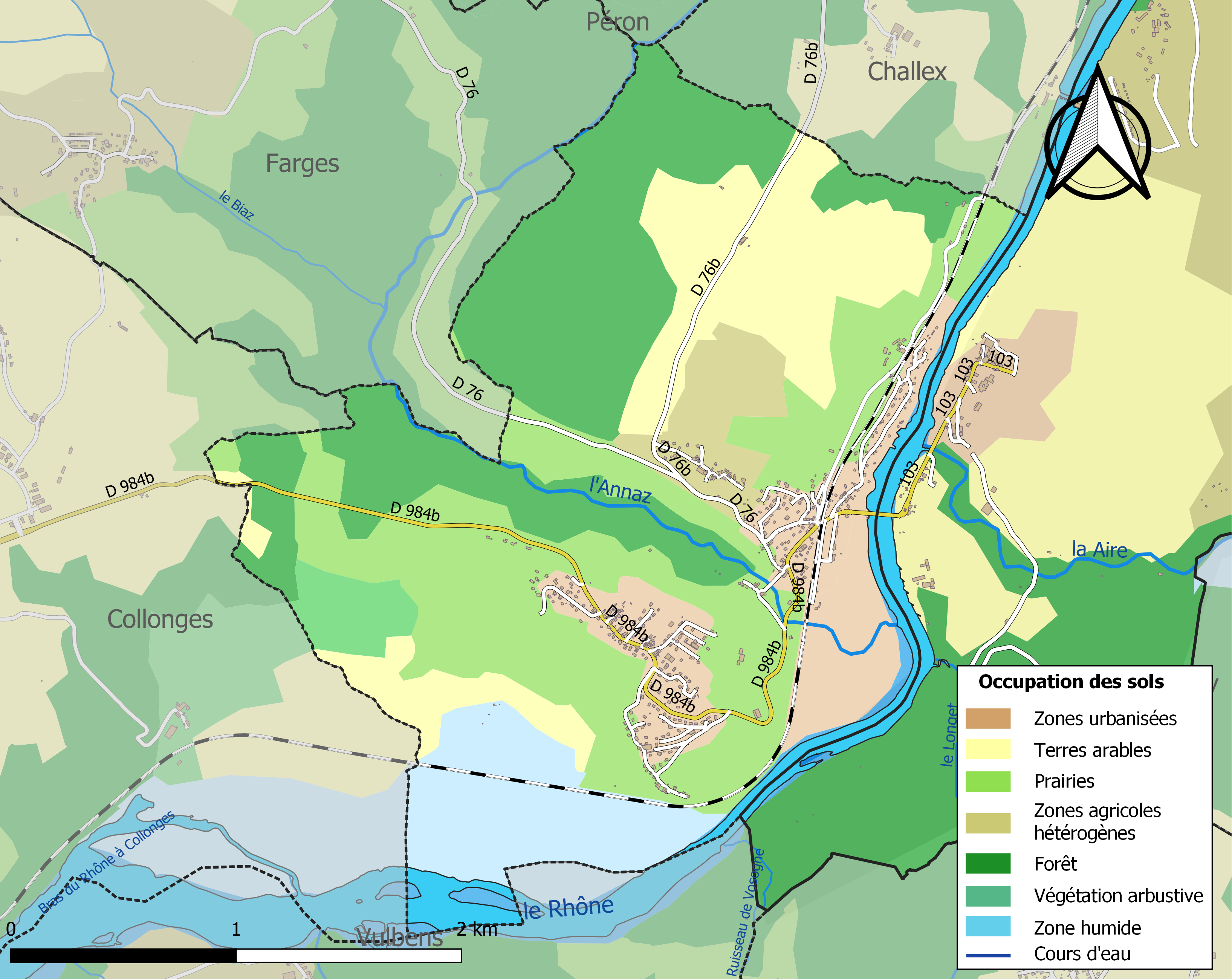
Carte des infrastructures et de l'occupation des sols de la commune en 2018 (CLC).

### Morphologie urbaine
Ancien hameau de la commune de Collonges dont elle s'est détachée au début du XIXe siècle, la commune de Pougny ne connait qu'un accroissement démographique notable que depuis le début du XXIe siècle, mais qui reste tout de même assez limité.
Le territoire présente donc un paysage essentiellement rural avec la présence de deux agglomérations, dont un bourg de taille modeste, situé sur une hauteur essentiellement constitué de petites habitations rurales et quelques villas disséminées et le hameau de la gare, situé au bord du Rhône constitué d'habitations plus récentes dans un tissu urbain nettement plus dense.

### Hameaux, lieux-dits et écarts
Voici, ci-dessous, la liste la plus complète possible des divers hameaux, quartiers et lieux-dits résidentiels urbains comme ruraux, ainsi que les écarts qui composent le territoire de la commune de Pougny, présentés selon les références toponymiques fournies par le site géoportail de l'Institut géographique national.
| - les Rippes - Bellevue - les Crozattes - la Tuilière - Bois Plan | - les Pesses - le Grand Essert - le Crêt - Pougny Gare - Sous Conflan | - l'Étournel - les Marais - En Mondain - les Renaillets |

### Risques naturels

#### Risques sismiques
La totalité du territoire de la commune de Pougny est situé en zone de sismicité no 3, comme la plupart des communes situées dans ce secteur du département de l'Ain et du pays de Gex. Un plan de prévention des risques (PPR) y a été prescrit en raison de la présence d'un barrage en amont du territoire communal.
| Type de zone | Niveau            | Définitions (bâtiment à risque normal) |
| ------------ | ----------------- | -------------------------------------- |
| Zone 3       | Sismicité modérée | accélération = 1,1 m/s2                |

## Toponymie
La cité est tout d'abord connu grâce à son château : celui-ci est dénommé Castrum de Pounye en 1277.
La commune est ensuite connue sous le nom de Pounie, en 1289, puis Pugnye en 1304, Pougnies en 1554 et enfin Pougny en 1734 qui sera son nom définitif.
Le nom du village serait dérivé du nom d'un domaine gallo-romaine dénommé Pugniacum, lui-même dérivé avec le suffixe -acum du gentilice « Punius » issu de « Punus », une variante possible de Poenus, signifiant « Carthaginois » (ceux-ci étaient dénommés sous le vocable de « puniques » par les Romains[Quoi ?]).

## Histoire

### Préhistoire et Antiquité
Selon l'empereur Napoléon III, auteur d'une biographie de Jules César, c'est sur les terres de l'actuelle commune que le général romain[Lequel ?] repoussa les Helvètes en 58 av. J.-C..

### Moyen Âge
L'existence du hameau du Crêt est mentionnée dès le Xe siècle.
En 1156, la terre de Pougny appartenait à Jean de Pougny, un noble originaire de Limoges. Son fils François participa à la croisade de Philippe Auguste avant de se retirer en 1192 sur sa terre de Pougny. Le fils de ce dernier, Pierre de Pougny, s'installe en Pays de Vaud après s'être marié en 1252.
Vers 1460, Richard de Pougny, châtelain de Nyon, possède à Nyon le domaine de Bois-Bougy.

### Époque moderne

#### Renaissance
En 1536 les Bernois envahissent le pays de Gex et l'annexent à leur république. En 1556, François Micheli (Francesco Micheli), un gonfalonier vénitien qui désirait embrasser la religion réformée, achète la terre de Pougny au seigneur de Farges, Mathieu Gribaldi (Matteo Gribaldi, {également originaire d'Italie[Quoi ?]). Après sa mort, sa veuve met en vente en 1565 la terre de Pougny.

#### LeXVIIesiècle
En 1601, le pays de Gex est rattaché par le traité de Lyon au royaume de France. Les anciens fiefs sont rétablis en 1602, et celui de Pougny est remis à Marc de Pougny et son frère Amblard de Pougny.

### Époque contemporaine

#### LeXIXesiècle
La commune de Pougny est officiellement créée le 27 septembre 1826 par détachement de la commune de Collonges.

#### LeXXesiècle
Une usine de production électrique est construite de 1920 à 1924 en amont du territoire communal.

## Politique et administration

### Découpage territorial
La commune de Pougny est membre de l'intercommunalité Pays de Gex Agglo, un établissement public de coopération intercommunale (EPCI) à fiscalité propre créé le 31 mai 1995 dont le siège est à Gex. Ce dernier est par ailleurs membre d'autres groupements intercommunaux.
Sur le plan administratif, elle est rattachée à l'arrondissement de Gex, au département de l'Ain et à la région Auvergne-Rhône-Alpes. Sur le plan électoral, elle dépend du  canton de Thoiry pour l'élection des conseillers départementaux, depuis le redécoupage cantonal de 2014 entré en vigueur en 2015, et de la troisième circonscription de l'Ain  pour les élections législatives, depuis le dernier découpage électoral de 2010.

### Administration municipale

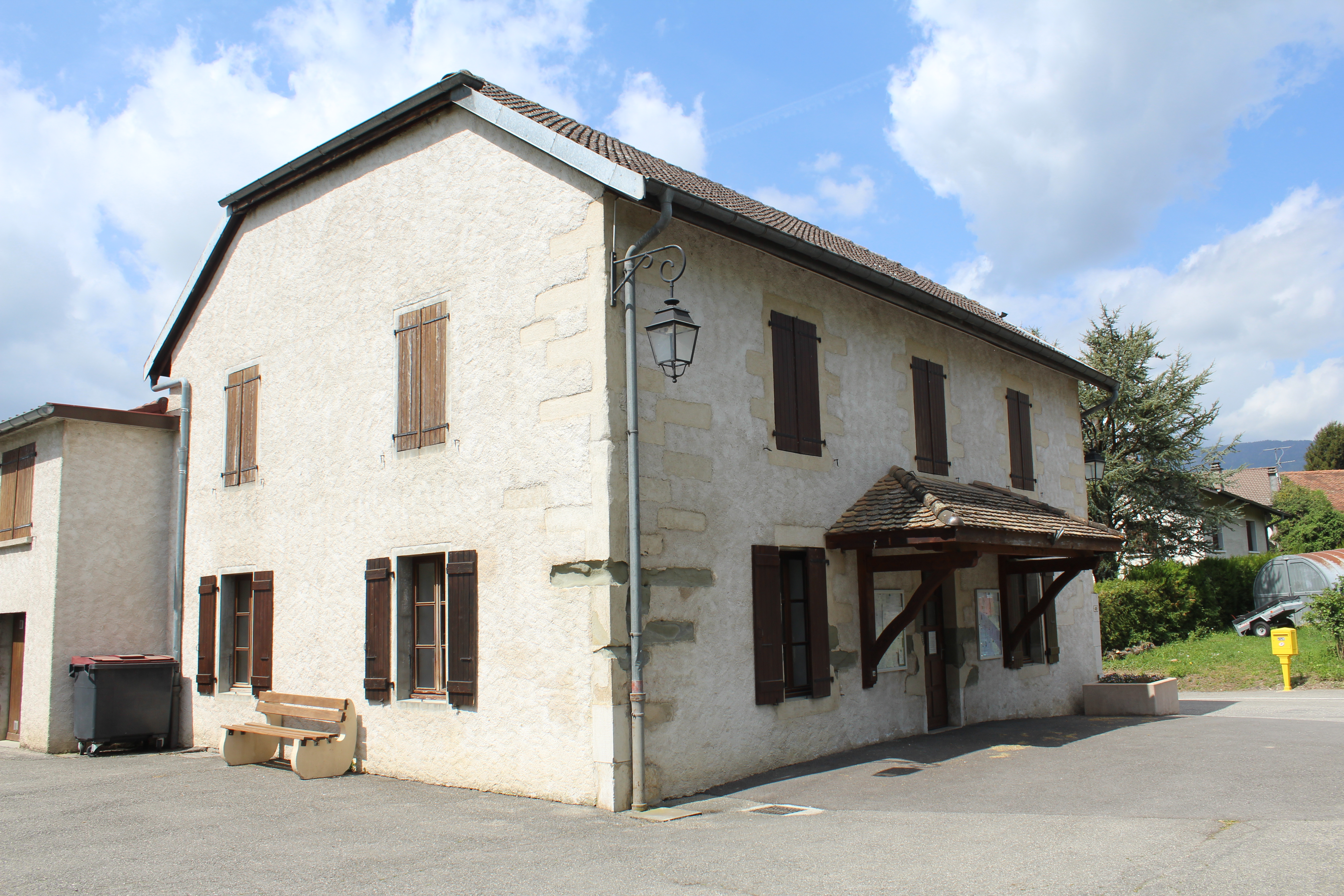
Mairie de Pougny.

Le conseil municipal de Pougny compte quinze membres dont dix hommes et cinq femmes. Celui-ci est constitué d'un maire, de deux adjoints au maire et de douze conseillers municipaux.

### Liste des maires
| Période                                  | Période               | Identité          | Étiquette | Qualité                           |
| ---------------------------------------- | --------------------- | ----------------- | --------- | --------------------------------- |
|                                          | juin 1995             | Jacky Lachaux     |           |                                   |
| juin 1995                                | mars 2001             | Annick Collet     |           |                                   |
| mars 2001                                | mars 2008             | Simone Moneyron   |           |                                   |
| mars 2008                                | juin 2013 (démission) | René Mabillard    | PCF       |                                   |
| 2013                                     | juin 2020             | Jean-Louis Duriez |           | Retraité salarié du secteur privé |
| juin 2020                                | En cours              | Annie Marcelot    |           | Ancienne cadre                    |
| Les données manquantes sont à compléter. |                       |                   |           |                                   |

## Population et société

### Démographie
L'évolution du nombre d'habitants est connue à travers les recensements de la population effectués dans la commune depuis 1831. Pour les communes de moins de 10 000 habitants, une enquête de recensement portant sur toute la population est réalisée tous les cinq ans, les populations de référence des années intermédiaires étant quant à elles estimées par interpolation ou extrapolation. Pour la commune, le premier recensement exhaustif entrant dans le cadre du nouveau dispositif a été réalisé en 2004.

En 2022, la commune comptait 792 habitants, en évolution de −2,82 % par rapport à 2016 (Ain : +5,15 %, France hors Mayotte : +2,11 %).
| 1831 | 1836 | 1841 | 1846 | 1851 | 1856 | 1861 | 1866 | 1872 |
| ---- | ---- | ---- | ---- | ---- | ---- | ---- | ---- | ---- |
| 298  | 305  | 371  | 394  | 411  | 420  | 420  | 429  | 376  |

| 1876 | 1881 | 1886 | 1891 | 1896 | 1901 | 1906 | 1911 | 1921 |
| ---- | ---- | ---- | ---- | ---- | ---- | ---- | ---- | ---- |
| 450  | 425  | 411  | 420  | 488  | 382  | 435  | 405  | 525  |

| 1926 | 1931 | 1936 | 1946 | 1954 | 1962 | 1968 | 1975 | 1982 |
| ---- | ---- | ---- | ---- | ---- | ---- | ---- | ---- | ---- |
| 560  | 470  | 442  | 372  | 381  | 378  | 424  | 543  | 543  |

| 1990 | 1999 | 2004 | 2006 | 2009 | 2014 | 2019 | 2022 | - |
| ---- | ---- | ---- | ---- | ---- | ---- | ---- | ---- | - |
| 600  | 629  | 709  | 731  | 781  | 818  | 807  | 792  | - |

### Enseignement
Rattachée à l'académie de Lyon, la commune héberge et gère sur son territoire une école maternelle et élémentaire, située près de la mairie pour un effectif de 76 élèves durant l'année scolaire 2017/2018.
Cette école est située dans l'académie de Lyon.

### Équipements et clubs sportifs
Un terrain de football (stade municipal) est implanté dans le secteur de Pougny-Gare.

### Médias

#### Presse locale
Les informations locales sont publiées dans deux journaux, un quotidien dénommé le Dauphiné libéré (dans son édition de Bellegarde / Pays de Gex) et un hebdomadaire, le Pays Gessien, dont la parution s'effectue le jeudi.

#### Radio et télévision
Il n'existe pas de stations de radio ou de télévision locale spécifique au Pays de Gex. La chaîne de télévision France 3 assure des émissions quotidiennes de nature régionale, dans son édition de France 3 Rhône-Alpes.

### Cultes
La communauté catholique et l'église de Pougny (propriété de la commune dépendent du groupement paroissial de Thoiry.

## Culture et patrimoine

### Patrimoine architectural

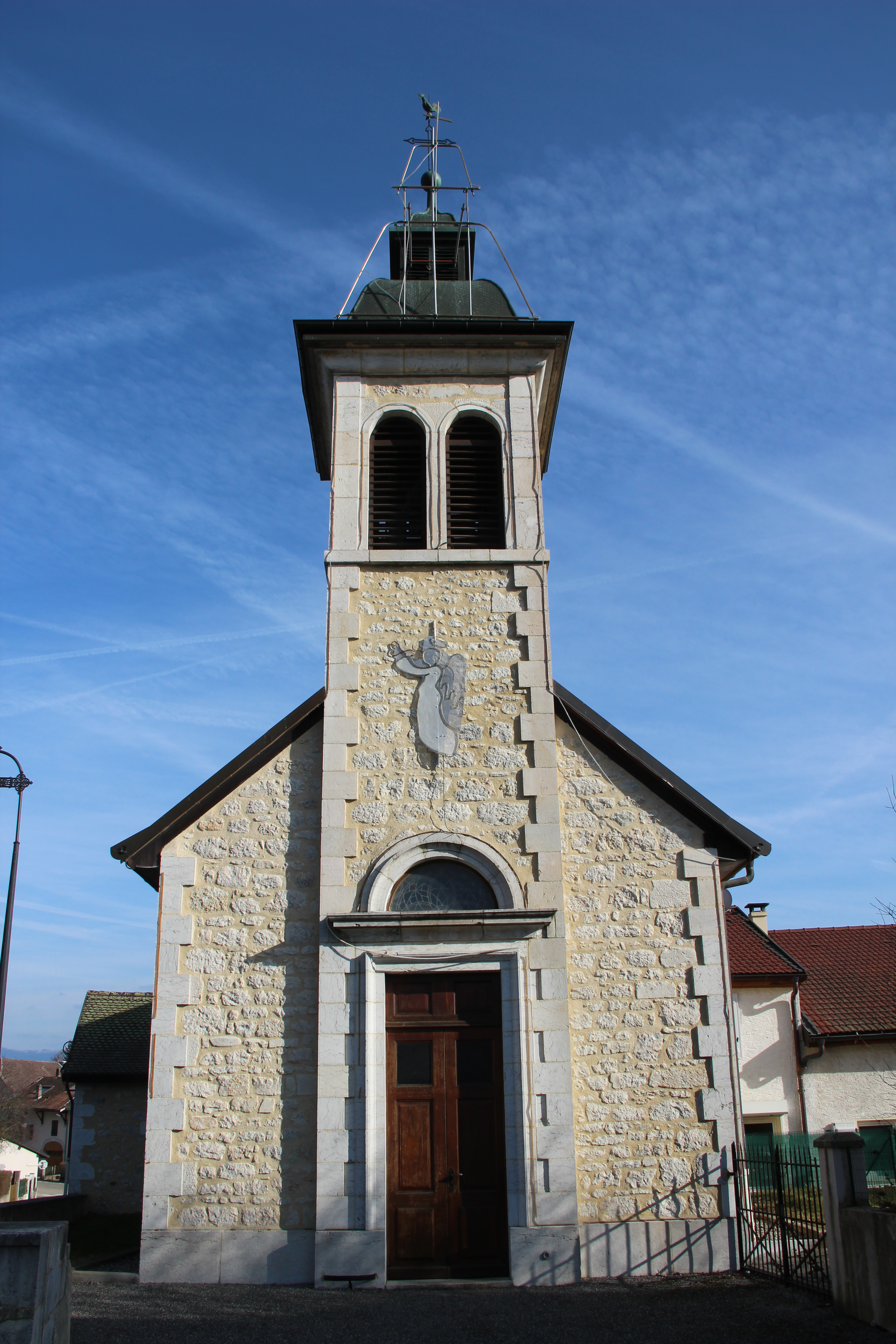
Église de Pougny.

- Le pont de Chancy

Construit en 1907, ce pont, assez étroit et construit en béton, doit sa particularité de marquer la frontière entre la France et la Suisse. Les postes de douane, aujourd'hui désaffectés, sont situés de chaque côté du pont.
- Église Saint-Louis

Édifice religieux de culte catholique, situé dans le vieux bourg, datant du XIXe siècle et construit dans un style néogothique.
- Vestiges du château de Pougny

Les ruines de ce château médiéval se dressent sur la rive droite du Rhône, à 350 m en aval du pont de Chancy. Il se présente sous la forme d'une enceinte quadrangulaire de 35 m de côté flanquée au nord d'un donjon carré. Le château fut la place forte des sires de Gex qui font aveu en 1278 aux Dauphins de Viennois.
- Barrage de Chancy-Pougny.

Ce barrage hydro-électrique franco-suisse n'est pas situé sur le territoire de la commune, mais il porte (partiellement) son nom, car l'ouvrage est situé à proximité du territoire de Pougny, et plus particulièrement du hameau de Pougny-Gare.

### Patrimoine naturel
La réserve naturelle de l'Étournel est un site, labellisé en tant qu'espace naturel sensible (ENS) en 2015, est partagé entre les communes de Pougny et de Collonges. Encerclé par le Rhône, il s'agit d'un marais qui se compose de boisements anciens, de roselières, de quelques étangs et de petites prairies sur une superficie de 190 hectares.

### Héraldique
| Blason de Pougny (Ain) | Blason  | D'azur à trois têtes de léopard arrachées d'or, au chef d'argent. |
| Blason de Pougny (Ain) | Détails |                                                                   |

### Personnalités liées à la commune
- Ernest Crépel, homme politique.